# Jean de Comminges
Jean de Comminges (mai 1336-1339), est comte de Comminges et vicomte de Turenne de sa naissance à sa mort. Son décès provoque une violente querelle de succession dans le comté de Comminges entre d'une part, sa mère et ses sœurs, et d'autre part son oncle paternel Pierre Raymond qui conteste le droit des filles à hériter du comté.

## Éléments biographiques
Fils posthume du comte Bernard VIII de Comminges qui n'avait eu de son vivant que des filles, Jean est reconnu dès sa naissance, vers mai 1336, comme comte de Comminges et vicomte de Turenne, selon les termes du testament paternel. Ce document instituait comme héritier l'enfant à naître que portait son épouse alors enceinte, s'il était de sexe masculin, ou à son défaut l'aînée de ses filles, Cécile, qui venait d'épouser l'infant Jacques (it), comte d'Urgell, fils puîné du roi Alphonse IV d'Aragon et frère du roi Pierre IV le Cérémonieux. 
La mère de Jean, Mathe de l'Isle Jourdain, troisième épouse de Bernard VIII, obtient la tutelle du jeune comte et le gouvernement de son héritage, soit le comté de Comminges et la vicomté de Turenne.
Le comte Jean meurt au début de l'année 1339 et est inhumé dans le monastère des clarisses de Samatan.
Sa disparition provoque une querelle de succession dans le comté de Comminges entre d'une part, sa mère et ses sœurs, héritières selon le testament de Bernard VIII, d'autre part son oncle Pierre Raymond, frère de Bernard VIII, qui conteste le droit des filles à hériter du comté, arguant qu'il s'agit d'un fief masculin. Après quelques mois de guerre et des années de lutte juridique, Pierre Raymond s'impose comme comte de Comminges tandis que Cécile, l'aînée des sœurs de Jean, était reconnue comme vicomtesse de Turenne.